# Markab
Markab eller Alfa Pegasi (α Pegasi, förkortat Alfa Peg, α Peg) som är stjärnans Bayerbeteckning, är en ensam stjärna belägen i den mellersta delen av stjärnbilden Pegasus. Den har en skenbar magnitud på 2,48 och är synlig för blotta ögat. Den är den tredje ljusaste stjärnan i stjärnbilden och en av de fyra stjärnorna i asterismen, känd som Pegasus stora fyrkant. Baserat på parallaxmätning inom Hipparcosuppdraget på ca 24,5 mas, beräknas den befinna sig på ett avstånd på ca 133 ljusår (ca 41 parsek) från solen.

## Nomenklatur
Alfa Pegasi har det traditionella namnet Markab(eller Marchab), som härrör från den arabiska ordet مركب markab, "hästens sadel”. År 2016 organiserade Internationella astronomiska unionen en arbetsgrupp för stjärnnamn (WGSN) med uppgift att katalogisera och standardisera riktiga namn för stjärnor. WGSN fastställde namnet Markab för den här stjärnan i juli 2016 vilket ingår nu i listan över IAU-godkända stjärnnamn.

## Egenskaper
Alfa Pegasi är en blå till vit jättestjärna av spektralklass B9.5 III, vilket anger att den har förbrukat vätet i dess kärna och utvecklats bortom huvudserien.  Den har en radie som är ca 4,7 gånger större än solens och utsänder från dess fotosfär ca 171 gånger mera energi än solen vid en effektiv temperatur på ca 9 800 K.